# Crisse

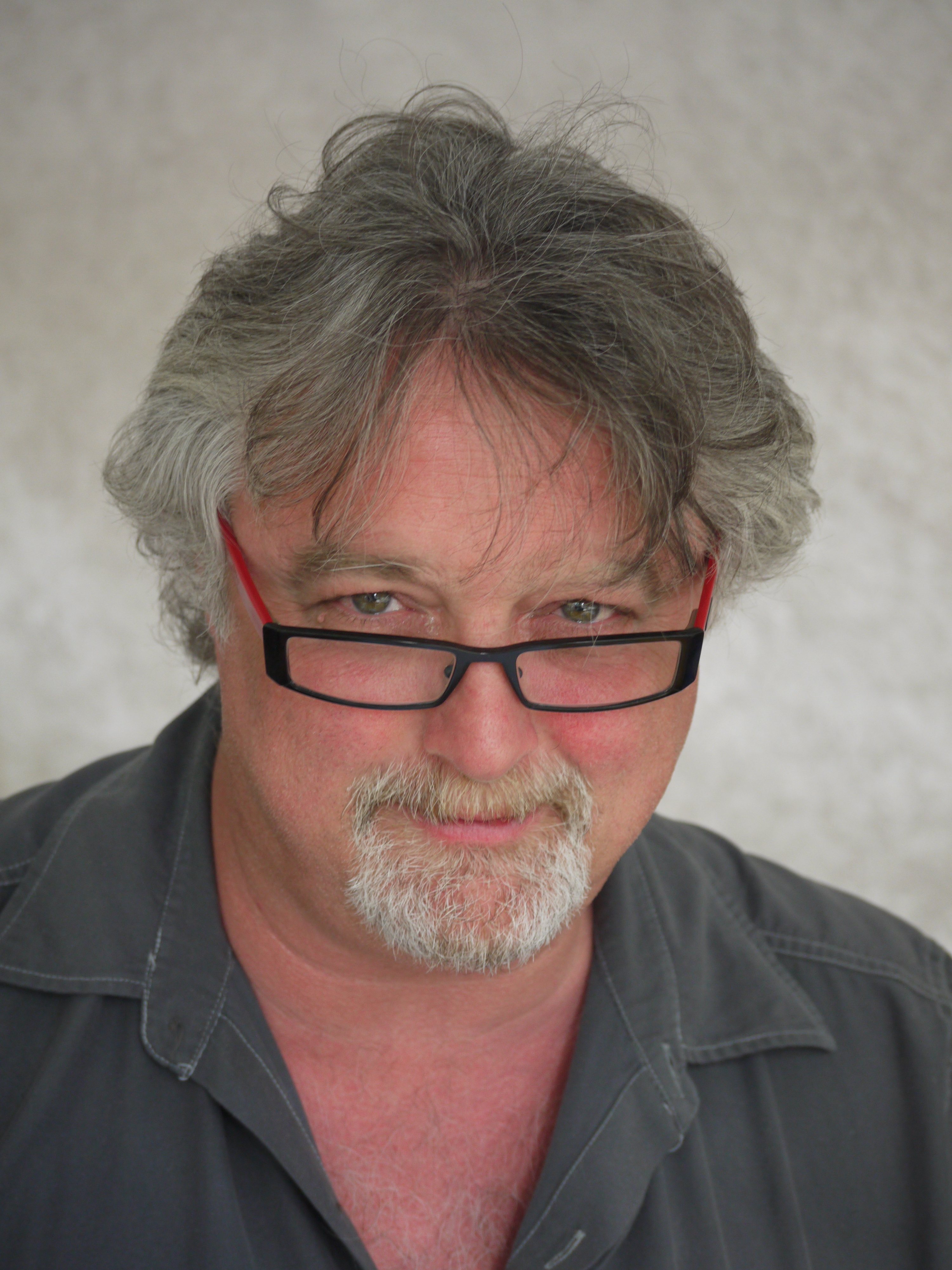
Crisse (2010)

Crisse ist das Pseudonym des belgischen Comiczeichners Didier Chrispeels (* 26. Februar 1958 in Brüssel).
Seine Laufbahn begann 1979 mit Ocean’s King für das Magazin Spirou, es folgte die Serie Nahomi für Tintin. Nahomi zeichnete er bis 1987. Mit Jacky Goupil arbeitete er an der Fantasy-Reihe L’Épée de Cristal (dt. Kristallschwert, bei Carlsen Comic erschienen). Für Éditions Soleil zeichnete er mehrere Serien, darunter Atalante und Kookaburra (dt. bei Splitter erschienen). Als Texter beteiligte er sich an Phaeton von Serge Fino, Private Ghost von Serge Carrère, Winzling von Marc N’Guessan (dt. bei Finix Comics erschienen) und anderen.